# Вреден, Николай Романович
Николай Романович (Робертович) Вреден (англ. Nicholas Wreden; 17 ноября 1901 — 6 августа 1955, Лоренс, Массачусетс) — переводчик и издатель русского зарубежья, деятель Белого движения, мемуарист.

## Биография
Родился 17 ноября 1901 года в семье врача Роберта Робертовича Вредена и Эмилии Розинской.
7 сентября 1916 года принят в число воспитанников Морского кадетского корпуса.
Эмигрировал из Петрограда в январе 1919 года в Финляндию. Участник Белого движения. В Северо-Западную армию прибыл из Финляндии после июля 1919 г. Вначале воевал в составе команды бронепоезда «Адмирал Колчак», затем был зачислен в формировавшийся Танковый батальон и во время второго наступления на Петроград был пулемётчиком тяжёлого танка «Капитан Кроми», участвовал в боях под Гатчиной и Царским Селом.
В январе 1920-го записался в команду русского тральщика «Китобой», направляющегося на Чёрное море в Белый флот, кочегаром. На борту «Китобоя» совершил переход до Копенгагена. Там, сойдя с борта «Китобоя», нанялся на американский грузовой пароход, возвращавшийся из Европы в Нью-Йорк.
В дальнейшем жил в эмиграции в США. С 1926 г. был занят в книготорговом бизнесе.
Состоял членом Общества Бывших Русских Морских Офицеров в Америке. Написал книгу воспоминаний The unmaking of a Russian.
Переводчик. Перевёл на английский роман Марка Алданова «Начало конца», книгу Тихона Полнера «Толстой и его жена», книгу бывшего советского офицера-перебежчика Михаила Корякова, мемуары Юрия Борисовича Елагина (1910—1987) «Укрощение искусств».
Вице-президент издательства E.P.Dutton and company (1944—1954).
В 1951—1955 — директор «издательства имени Чехова» в Нью-Йорке
Умер 6 августа 1955 года. Похоронен на кладбище Новодивеевского монастыря.
Жена — Софья Далмас. Дети — Филис (Phyllis) , Николас (Nicolas), Питер (Peter).

## Мемуары
- The unmaking of a Russian. New York: W.W. Norton & Co., 1935. 317 p.
  - Русский перевод: Реден Н. Р. Сквозь ад русской революции. Воспоминания гардемарина 1914 — 1919 = The Unmaking of a Russian / Глебовская Л. И.. — Москва: Центрополиграф, 2006. — 287 с. — (Свидетели эпохи). — 4000 экз. — ISBN 5-9524-2000-1. (Реден вместо Вреден).

## Переводы Вредена
- Goomilevsky L. Dog lane. New York: The Vanguard Press, 1930.
- Aldanov M. The Fifth Seal. New York: C. Scribner’s Sons, 1943.
- Polner T. Tolstoy and his wife. New York: W.W. Norton & Company, Inc., [1945].
- Aldanov M. For Thee the Best. New York: C. Scribner’s Sons, 1945.
- Koriakov M. I’ll Never Go Back: A Red Army Officer Talks. New York: E.P. Dutton, 1948.
- Gazdanov G. The Specter of Alexander Wolf. New York: E.P. Dutton, 1950.
- Gazdanov G. Buddha’s Return. New York: E.P. Dutton, 1951.
- Jelagin J. Taming of the Arts. New York: E.P. Dutton, 1951.
- Aldanov M. To live as we wish. New York: E.P. Dutton, 1952.